# Tomis kratochvili
Tomis kratochvili es una especie de araña saltarina del género Tomis, familia Salticidae. Fue descrita científicamente por Caporiacco en 1947.
Habita en Venezuela y Guyana.